# Teinobasis aurea
Teinobasis aurea – gatunek ważki z rodziny łątkowatych (Coenagrionidae).